# Notodden kollektivterminal
Notodden kollektivterminal - końcowa stacja kolejowa na linii Tinnosbanen i Bratsbergbanen. W 2004 roku zastąpiła stację Notodden nye stasjon, od której jest oddalona o 800 m.

## Ruch pasażerski
Stacja obsługuje bezpośrednie połączenia do Skien i Porsgrunn.

## Obsługa pasażerów
Parking, parking rowerowy, przystanek autobusowy, postój taksówek.